# حمد الحربي (لاعب كرة قدم قطري)
حمد محسن الحربي، لاعب كرة قدم قطري.
كانت بداياته مع نادي الغرافة في الفئات السنية و السيلية و الخور و العربي و الشمال و لوسيل.

## روابط خارجية
- حمد محسن الحربي على موقع Soccerway.com (الإنجليزية)